# Thesaurica flavispilalis
Thesaurica flavispilalis là một loài bướm đêm trong họ Crambidae.